# Asuman Baytop
Asuman Baytop (Istanbul, 27 de març de 1920 - Idem, 18 de febrer de 2015) va ser una farmacòlega, botànica i acadèmica turca. Va ser la fundadora del Departament de Botànica Farmacèutica de la Facultat de Farmacologia de la Universitat d'Istanbul i també és la creadora de l'herborium de la mateixa Facultat. El seu nom va ser donat a diverses plantes que ella va descobrir, com ara Crocus asumaniae i Crocus baytopiorum, unes varietats de crocus. Baytop va escriure diversos llibres sobre la botànica, especialment en turc.
El seu marit, Turhan Baytop (1920-2002) també va ser botànic i farmacòleg com ella. La seva filla, Feza Günergun és historiadora de la ciència.